# Kawan Pereira
Kawan Figueredo Pereira (Parnaíba, 17 de junio de 2002) es un deportista brasileño que compite en saltos de plataforma.
Ganó una medalla de bronce en los Juegos Panamericanos de 2019, en la prueba sincronizada. Además, obtuvo una medalla de bronce en los Juegos Panamericanos Júnior de 2021, en la prueba individual (10 m).

## Palmarés internacional
| Juegos Panamericanos | Juegos Panamericanos | Juegos Panamericanos | Juegos Panamericanos   |
| Año                  | Lugar                | Medalla              | Prueba                 |
| -------------------- | -------------------- | -------------------- | ---------------------- |
| 2019                 | Lima (Perú)          | Medalla de bronce    | Plataforma 10 m sincro |